# سام إروين
سام إروين (بالإنجليزية: Sam Irwin)‏ هو لاعب دوري الرغبي أسترالي، ولد في 25 أكتوبر 1992 في داروين في أستراليا.